# جیکوب اندرسون
جیکوب باسیل اندرسون (انگلیسی: Jacob Basil Anderson؛ زاده ۱۸ ژوئن ۱۹۹۰) هنرپیشه و موسیقی‌دان بریتانیایی است. او به عنوان بازیگر به خاطر بازی در نقش گری وُرم (کرم خاکستری) در سریال تلویزیونی بازی تاج‌وتخت و همچنین نقش‌های تکرارشونده در فصل‌های اول سریال‌های اپیزودها و برادچرچ شناخته شده‌است. به عنوان یک موسیقی‌دان، او از نام مستعار رالی ریچی (انگلیسی: Raleigh Ritchie؛ نامیده‌شده از شخصیت‌های مورد علاقه او از خانواده اشرافی تننبام) استفاده می‌کند. نخستین آلبوم استودیویی او با نام تو الان یک مرد شدی، پسر، یک آلبوم سول و تریپ هاپ بود که در سال ۲۰۱۶ منتشر شد و با نقدهای مثبتی روبرو شد. دومین آلبوم استودیویی اندرسون با عنوان اندی، در سال ۲۰۲۰ منتشر شد.

## اوایل زندگی
اندرسون در بریستول انگلستان به دنیا آمد و بزرگ شد. پدرش اصالتاً آفریقایی اهل کارائیب است. اندرسون در ۱۷ سالگی به لندن نقل مکان کرد تا حرفه موسیقی خود را دنبال کند.

## فیلم‌شناسی

### گزیدهٔ آثار سینمایی
| سال  | عنوان      | نقش                | یادداشت‌ها |
| ---- | ---------- | ------------------ | --------- |
| ۲۰۰۸ | بزرگسالی   | اومن (رویستون پیل) |           |
| ۲۰۱۰ | اتاق گفتگو | سی                 |           |
| ۲۰۱۸ | ارباب      | سرباز چارلی داوسون |           |

### گزیدهٔ آثار تلویزیونی
| سال       | عنوان             | نقش                 | یادداشت‌ها                                           |
| --------- | ----------------- | ------------------- | --------------------------------------------------- |
| ۲۰۰۷      | پزشک‌ها            | رایان گاروی         | قسمت: «Social Disease»                              |
| ۲۰۰۸      | دوران کهن         | لوسین               | قسمت: «#۲٫۴»                                        |
| ۲۰۰۸      | حادثه             | دام پارک            | قسمت: «Diamond Dogs»                                |
| ۲۰۰۸      | مأموران مخفی      | دین میچل            | قسمت: «#۷٫۶»                                        |
| ۲۰۱۲      | اسکینز            | رایان               | قسمت: «Mini»                                        |
| ۲۰۱۲      | شاهد خاموش        | دیو                 | ۲ قسمت                                              |
| ۲۰۱۲      | اپیزودها          | کوین                | ۸ قسمت                                              |
| ۲۰۱۳–۲۰۱۹ | بازی تاج‌وتخت      | آنسالید             | نقش تکرارشونده (فصل ۳–۷)؛ نقش اصلی (فصل ۸)؛ ۳۴ قسمت |
| ۲۰۱۳      | برادچرچ           | دین توماس           | ۶ قسمت                                              |
| ۲۰۱۹      | پخش زنده شنبه شب  | خودش                | کامئو، قسمت: «پل راد/دی جی خالد»                    |
| ۲۰۲۱–۲۰۲۲ | دکتر هو           | ویندر               | نقش تکرارشونده (سری ۱۳، ویژه صدمین سالگرد)؛ ۷ قسمت  |
| ۲۰۲۲      | مصاحبه با خون‌آشام | لویی دو پونت دو لاک | سریال تلویزیونی                                     |